# Лата
Вижте пояснителната страница за други значения на Лата.
 Тази статия е за града в САЩ.  За окръга вижте Лата (окръг).  
Лата (на английски: Latah, буквени символи за произношение ) е град в окръг Споукан, щата Вашингтон, САЩ. Лата е с население от 151 жители (2000) и обща площ от 0,9 km². Намира се на 765 m надморска височина. ЗИП кодът му е 99018, а телефонният му код е 509.